# المكتب الوطني للمطارات (المغرب)
المكتب الوطني للمطارات ويُسمى اختصارًا باسم (ONDA) هو مؤسسة حكومية مغربية ذات طابع صناعي وتجاري. وهو المُشغل الرسمي للمطارات المغربية. ويقع مقره بمطار محمد الخامس الدولي في الدار البيضاء. وإلى غاية سنة 2019، يضم المكتب الوطني للمطارات 2419 موظف.

## تاريخ
في سنة 1980، قررت الحكومة المغربية إنشاء مؤسسة مستقلة لتقوم بتسيير المطارات وتم تسميتها بمكتب مطارات الدار البيضاء، وكانت اختصاصات هذه المؤسسة تنحصر فقط على المطارات الموجودة بمدينة الدار البيضاء، بينما كانت وزارة النقل هي المسؤولة عن تسيير مطارات المغرب.
في خطاب العرش لـ 03 مارس 1981 قال ملك المغرب الحسن الثاني «"إننا عازمون على تنمية وتوسيع وعصرنة شبكة المواصلات والرقي بها إلى مصاف المطارات الغربية المرموقة"». ومن هنا بدأت فكرة توسيع مؤسسة مطارات الدار البيضاء وتم تغيير إسمها في سنة 1990 لتصبح المكتب الوطني للمطارات.
وقد أُنشأ المكتب الوطني للمطارات بموجب المرسوم رقم 480-89-2 الصادر بتاريخ 1 جمادى الثانية سنة 1410 (30 دجنبر 1989) الذي تم وضعه لتطبيق القانون رقم 89-14 القاضي بتحويل مكتب مطارات الدار البيضاء إلى المكتب الوطني للمطارات.
ساعد المكتب الوطني للمطارات في الإشراف على تشييد مطار ياسر عرفات الدولي، كما نظم المكتب برامج تدريبية للمهندسين الفلسطينيين في المغرب سنة 1997 قبل أشهر قليلة من افتتاح المطار في غزة في ديسمبر 1998.
في سنة 2017، أصبح المكتب الوطني للمطارات تابع إدارياً لوزارة السياحة والنقل الجوي والصناعة التقليدية والإقتصاد الإجتماعي، في حين كان في السابق تابع لوزارة التجهيز والنقل واللوجستيك والماء.
في سنة 2021، تم تعيين حبيبة لقلالش كمديرة عامة للمكتب الوطني للمطارات.

## المهام والإختصاصات
تشمل مهام المكتب الوطني للمطارات المحاور التالية:
- ضمان سلامة الملاحة الجوية بالمطارات وبالفضاء الجوي التابع للمغرب.
- تهيئة وتطوير المطارات المدنية، وضمان إركاب وهبوط وعبور وإيصال المسافرين والسلع والطرود المنقولة جوا، وتوفير كل الخدمات المخصصة لتلبية حاجيات المستعملين والعموم.
- تعزيز قنوات الإتصال مع الهيئات والمطارات الدولية من أجل تلبية حاجيات النقل الجوي.
- تكوين المهندسين في الطيران المدني بما في ذلك مهندسين متخصصين في سلامة الملاحة الجوية ومهندسين متخصصين في المراقبة الجوية.

## التكوين
- أكاديمية محمد السادس الدولية للطيران المدني: تكوين مهندسي سلامة الملاحة الجوية، ومهندسي المراقبة الجوية، إضافة إلى تكوين مهندسي دولة في مجالات الصناعة والإنتاج، الإعلاميات، ثم الكهرباء والإلكترونيات والاتصالات.

## الإدارة
| السنة        | المدير العام      | أسباب التغييرات |
| ------------ | ----------------- | --- |
| 2003 - 2010  | عبد الحنين بنعلو  | بعد تقرير نشره المجلس الأعلى للحسابات بالمغرب، تم تغيير عبد الحنين بنعلو بسبب عدة خروقات واختلالات مالية بالمكتب الوطني للمطارات والحكم عليه بخمس سنوات سجناً، أما تغيير دليل الكندوز فجاء بعد تأخر العديد من المشاريع مثل المحطة الجوية بمطار محمد الخامس والمحطة الجوية بوجدة وبعض المشاكل في التوظيفات. أما تعيين زهير محمد العوفير وحبيبة لقلالش جاء بحكم تجربتهم وتوليهم مناصب سابقة في ميدان الطيران. |
| 2010 - 2014  | دليل الكندوز      | بعد تقرير نشره المجلس الأعلى للحسابات بالمغرب، تم تغيير عبد الحنين بنعلو بسبب عدة خروقات واختلالات مالية بالمكتب الوطني للمطارات والحكم عليه بخمس سنوات سجناً، أما تغيير دليل الكندوز فجاء بعد تأخر العديد من المشاريع مثل المحطة الجوية بمطار محمد الخامس والمحطة الجوية بوجدة وبعض المشاكل في التوظيفات. أما تعيين زهير محمد العوفير وحبيبة لقلالش جاء بحكم تجربتهم وتوليهم مناصب سابقة في ميدان الطيران. |
| 2014 - 2021  | زهير محمد العوفير | بعد تقرير نشره المجلس الأعلى للحسابات بالمغرب، تم تغيير عبد الحنين بنعلو بسبب عدة خروقات واختلالات مالية بالمكتب الوطني للمطارات والحكم عليه بخمس سنوات سجناً، أما تغيير دليل الكندوز فجاء بعد تأخر العديد من المشاريع مثل المحطة الجوية بمطار محمد الخامس والمحطة الجوية بوجدة وبعض المشاكل في التوظيفات. أما تعيين زهير محمد العوفير وحبيبة لقلالش جاء بحكم تجربتهم وتوليهم مناصب سابقة في ميدان الطيران. |
| 2021 - 2024  | حبيبة لقلالش      | بعد تقرير نشره المجلس الأعلى للحسابات بالمغرب، تم تغيير عبد الحنين بنعلو بسبب عدة خروقات واختلالات مالية بالمكتب الوطني للمطارات والحكم عليه بخمس سنوات سجناً، أما تغيير دليل الكندوز فجاء بعد تأخر العديد من المشاريع مثل المحطة الجوية بمطار محمد الخامس والمحطة الجوية بوجدة وبعض المشاكل في التوظيفات. أما تعيين زهير محمد العوفير وحبيبة لقلالش جاء بحكم تجربتهم وتوليهم مناصب سابقة في ميدان الطيران. |
| 2024 - حالياً | عادل الفقير       | تعيين عادل الفقير جاء نظراً للخبرة التي اكتسبها كمدير سابق للمكتب الوطني المغربي للسياحة منذ 2018 |

## وصلات خارجية
- الموقع الرسمي للمكتب الوطني للمطارات